# Eugène Deniau
Pour les articles homonymes, voir Deniau.
Eugène Deniau, né à Saint-Claude-de-Diray le 1er février 1834 et mort à Saint-Claude-de-Diray le 26 juillet 1893, est un homme politique français.

## Biographie
Négociant et viticulteur, il devient maire de Saint-Claude-de-Diray, et conseiller général de Loir-et-Cher depuis 1871, lorsqu'il est élu, en 1879, député de la 1re circonscription de Blois. 
Il prend place à l'Union républicaine, et est réélu successivement aux élections générales de 1881 et de 1885. Deniau vote, dans ces diverses législatures, pour les ministères républicains qui ont occupé le pouvoir, pour les lois Ferry sur l'enseignement, pour l'application des décrets aux congrégations, pour l'expulsion des princes, etc. Il présente des projets de loi relatifs à la viticulture et à la réforme de l'impôt des boissons. Dans la dernière session, il se prononce : pour le rétablissement du scrutin d'arrondissement, contre l'ajournement indéfini de la révision de la Constitution, pour les poursuites contre trois députés membres de la Ligue des patriotes, pour le projet de loi Lisbonne restrictif de la liberté de la presse, pour les poursuites contre le général Boulanger.
Lors des élections générales législatives des 22 septembre et 6 octobre 1889, Eugène Deniau est réélu dans la première circonscription de Blois.

## Sources
- « Eugène Deniau », dans Adolphe Robert et Gaston Cougny, Dictionnaire des parlementaires français, Edgar Bourloton, 1889-1891 [détail de l’édition]
- « Eugène Deniau », dans le Dictionnaire des parlementaires français (1889-1940), sous la direction de Jean Jolly, PUF, 1960 [détail de l’édition]